# 앰버 연대기
앰버 연대기는 미국의 과학 소설 작가 로저 젤라즈니가 1970년부터 발표한 일련의 판타지 시리즈이다.

## 개요
《앰버 연대기》(The Chronicles of Amber)는 로저 젤라즈니의 판타지 시리즈로, 두 개의 장편 시리즈와 여러 개의 단편을 포함한다. 특유의 현학적이고 화려한 문체 뿐만 아니라 흥미로운 심리 게임과 반전에 반전을 거듭하는 복잡한 플롯, 치밀한 인물 조형과 타로카드와 패턴으로 대표되는 강렬한 상징성 등 젤라즈니의 역량이 모두 집중된 작품으로, 평론과 대중 양쪽에서 성공을 거두었다.
이 작품의 장르 구분은 항상 논란거리였다. 진세계(眞世界)에 해당하는 불멸의 도시 앰버Amber가 존재하며 지구를 포함한 병행 세계는 모두 앰버의 불완전한 반영-그림자Shadow에 지나지 않는다는 설정은 플라톤의 이데아에서 직접 영감을 얻은 것처럼 보인다. 이는 명백히 과학 소설에서 자주 사용되는 수법이지만 이 아이디어를 발전시킨 결과는 환상적인 피카레스크 풍의 모험담으로 나타났다. 대부분의 독자는 이 작품을 판타지소설로 간주한다. 그러나 걸출한 과학 소설의 목록을 작성할 때 <앰버 연대기>의 이름이 빠지는 경우는 별로 없다.

## 시리즈
클래식 앰버 시리즈라고 불리는 첫 번째 5부작은 1970년부터 1978년까지 2, 3년에 한 권 꼴로 출간되었다. 속편에 해당하는 신(新) 앰버 5부작은 1985년에 첫 편이 간행되고 1991년에 끝을 맺었지만 미완성에 가까운 엔딩으로 많은 독자들의 아쉬움을 샀다. 이 두 시리즈와 단편들을 합친 합본은 1999년에 The Great Book of Amber라는 이름의 합본으로 출간되었다.

### 앰버 연대기 (예문판) / 김상훈 옮김
앰버의 왕족 코윈의 시점에서 진행되는 첫 번째 장편 시리즈이다. 대한민국에는 김상훈의 번역으로 1999년에 도서출판 예문에서 처음 출간되었으며, 2010년에는 최용준으로 번역자가 바뀌어 사람과책 출판사에서 다시 출간되었다.
- 1. 앰버의 아홉 왕자(1970)
- 2. 아발론의 총(1972)
- 3. 유니콘의 상징(1975)
- 4. 오베론의 손(1976)
- 5. 혼돈의 궁정(1978)

### 앰버 연대기 (사람과책판) /최용준옮김
- 1. 앰버의 아홉 왕자(1970)
- 2. 아발론의 총(1972)
- 3. 유니콘의 의미 (1975)
- 4. 오베론의 손(1976)
- 5. 혼돈의 궁정(1978)

### 新 앰버 연대기(국내 미번역)
코윈의 아들, 프로그래머이자 마법사인 멀린의 시점에서 진행되는 두 번째 장편 시리즈이다.
- 6. Trumps of Doom(1985)
- 7. Blood of Amber(1986)
- 8. Sign of Chaos(1987)
- 9. Knight of Shadows(1989)
- 10. Prince of Chaos(1991)

### 단편들
- "The Salesman's Tale" (1994)
- "The Shroudling and the Guisel" (1994)
- "Blue Horse, Dancing Mountains" (1995)
- "Coming to a Cord" (1995)
- "Hall of Mirrors" (1996)
- "A Secret of Amber" (Ed Greenwood 공저, 2005)